# لینا آراشی
لینا آراشی (انگلیسی: Lina Arashi؛ لینا کهفی‌زاده زادهٔ ۳ مهٔ ۲۰۰۴) مدل (شخص)، و بازیگر سینما اهل ژاپن است. وی از سال ۲۰۱۸ میلادی تاکنون مشغول فعالیت بوده‌است.
لینا آرشی در 3 مه 2004 در استان سایتاما، ژاپن به دنیا آمد. آراشی چند نژادی است، زیرا مادرش اصالتاً ژاپنی-آلمانی است و پدرش ریشه‌هایی از ایران، عراق و روسیه دارد.  یک خواهر و برادر کوچکتر نیز دارد.